# 増補方式
増補方式（ぞうほほうしき）は、既存の法令の全部又は一部を改正する方式の一種である。「積重方式」（つみかさねほうしき）、「追加・増補方式」又は「アメンドメント方式（増加型改正）」ともいう。英米法が代表例とされる。
増補方式では、既存の法令（前法）と内容的に重複する新たな法令（後法）を制定することによって、後法優先の原則（後法は前法を破る）により前法による規範が、後法と接触する限度において変更される。日本では、皇室典範増補が唯一の例とされる。
この方式については、新たな規範が新たな法令で規定されることにより、最新の規範自体は比較的把握しやすいという長所がある一方で、後法優先の原則が働く場合には、その後法及び前法の効力関係が分かりにくくなり、解釈問題を生じうるという短所がある。

## 日本法
日本法では、明治前期には「「増補方式」的な法運用」がなされていたといい、具体的には、海陸軍刑律中改正並増加（明治6年太政官布告第276号）などが挙げられる。
実際に増補方式が取られた例として、皇室典範増補では、皇室典範第39条を次のように増補している。従来、皇族（男子及び女子）の婚姻相手は、同族又は勅旨により特に認許された華族に限られていたが、この増補により、皇族女子については、王族又は公族にも嫁ぐことができることとなった。
| 皇室典範 第三十九条 皇族ノ婚嫁ハ同族又ハ勅旨ニ由リ特ニ認許セラレタル華族ニ限ル |

| 皇室典範増補（大正７年11月28日）皇族女子ハ王族又ハ公族ニ嫁スルコトヲ得 |

また、増補方式に似た改正を行った例として、商工組合中央金庫法（昭和11年法律第14号）がある。第6条の2から第6条の7までは、改正により追加された規定である。
| 商工組合中央金庫法 第六條 商工組合中央金庫ノ資本金ハ千萬圓トシ之ヲ十萬口ニ分チ一口ノ金額ヲ百圓トス 商工組合中央金庫ハ資本金全額ノ拂込前ト雖モ總會ノ決議ニ依リ主務大臣ノ認可ヲ受ケ資本金ヲ增加スルコトヲ得 第六條ノ二 商工組合中央金庫ノ資本金ヲ千四百萬圓增加シ之ヲ十四萬口ニ分チ一口ノ金額ヲ百圓トス 第六条ノ三 商工組合中央金庫ノ資本金ヲ十億円増加シ之ヲ千万口ニ分チ一口ノ金額ヲ百円トス 第六条ノ四 商工組合中央金庫ノ資本金ヲ十五億円増加シ之ヲ千五百万口ニ分チ一口ノ金額ヲ百円トス 第六条ノ五 商工組合中央金庫ノ資本金ヲ十二億円増加シ之ヲ千二百万口ニ分チ一口ノ金額ヲ百円トス 第六条ノ六 商工組合中央金庫ノ資本金ヲ二十億円増加シ之ヲ二千万口ニ分チ一口ノ金額ヲ百円トス 第六条ノ七 商工組合中央金庫ノ資本金ヲ二十億円増加シ之ヲ二千万口ニ分チ一口ノ金額ヲ百円トス |

ここでは、第6条第1項の「商工組合中央金庫ノ資本金ハ千万円トシ之ヲ十万口ニ分チ一口ノ金額ヲ百円トス」という既存の条文に対し、第6条ノ2の「商工組合中央金庫ノ資本金ヲ千四百万円増加シ之ヲ十四万口ニ分チ一口ノ金額ヲ百円トス」という条文を新設することにより、実質的に第6条第1項を「商工組合中央金庫ノ資本金ハ千万円トシ二千四百万円トシ之ヲ二十四万口ニ分チ一口ノ金額ヲ百円トス」という条文に改正したのと同様の効果を生じている。その後、第6条の7に至るまで同様の改正が行われた後、商工組合中央金庫法の一部を改正する法律（昭和39年法律第46号）により、第6条から第6条ノ7までが第6条（出資1口の金額については、第7条第2項）に統合された。同様の改正方式は、産業組合中央金庫法（大正12年法律第42号）についても取られている。
このほか、附則について、被改正法令の附則（原始附則）の後に一部改正法令の附則（改正附則）が順次追加されていくことから、増補方式であるとする見解もある。もっとも、改正附則の規定内容は、改正の施行期日や当該改正限りの経過規定等に限られていることから、附則を増補方式による「改正」と見ることはできないものと考えられる。
また、日本国憲法の改正に関して、憲法96条第2項の「この憲法と一体を成すものとして」という文言が増補方式を予定しているのではないかという主張や、「歴史に責任を持つためにも本文は残し不足部分をこれに加える」べきであるとする主張も出されているが、溶込方式でも法典編纂上旧条文を併載することは可能である一方で、増補方式でも法典編纂上新条文を溶け込ましてしまうことは可能である。

## 英米法
英米法は、増補方式の代表例とされることが多い。
しかし、過去に増補方式を取っていたアメリカでも、合衆国法典の整備された現在では、少なくとも連邦制定法に関する限り、改め文方式と類似した改正方式（以下単に「改め文方式」という。）により、既存の法律の条文自体を変更する方法が用いられるに至っているし、イギリスやカナダなどの他の英米法諸国でも改め文方式が広く用いられている。
もっとも、改め文方式とはいっても、その運用においては日本法と異なる部分があり、例えば、条文を全部改正又は廃止する際には、その条文を一部改正する改正規定も同時に廃止される。

### アメリカ法
上記のとおり、アメリカ法では、過去実際に増補方式が取られたことがある。
もっとも、「アメリカの一部の州の憲法では、増補方式によるべき旨等を定めるものもある」とする主張――例えば、杉山恵一郎 1963, p. 111は、そのような例として、「ミズーリ州憲法第三条第二八節は、「如何なる法律も、語句の削除又は挿入を規定することにより改正すべきではなく、削除又は挿入されるべき語句、削除後その代わりに挿入されるべき語句を、改正法律又はその節と共に、改正全文として提示すべきである。」と規定し」ていることを挙げる――については、実際には、全文改め方式によるべきことを定めた条文と解されている点に留意が必要である。
なお、アメリカ法で実際に増補方式が取られた事例としては、次のようなものがある。
- Ａ法The Tuesday next after the first Monday in November, in the year eighteen hundred and seventy-six, is established as the day, in each of the States and Territories of the United States, for the election of Representatives and Delegates to the Forty-fifth Congress; and the Tuesday next after the first Monday in November, in every second year thereafter, is established as the day for the election, in each of said States and Territories, of Representatives and Delegates to the Congress commencing on the fourth day of March next thereafter. — Revised Statutes §25
- Ｂ法That section twenty-five of the Revised Statutes prescribing the time for holding elections for Representatives to Congress, is hereby modified so as not to apply to any State that has not yet changed its day of election, and whose constitution must be amended in order to effect a change in the day of the election of State officers in said State. — Mar. 3, 1875, ch. 130, §6, 18 Stat. 400
- 1925年版合衆国法典The Tuesday next after the 1st Monday in November, in every even numbered year, is established as the day for the election, in each of the States and Territories of the United States, of Representatives and Delegates to the Congress commencing on the 4th day of March next thereafter. This section shall not apply to any State that has not yet changed its day of election, and whose constitution must be ammended in order to effect a change in the day of the election of State officers in said State. (R.S. §25; Mar. 3, 1875, e. 130, §6, 18 Stat. 400.) — Chapter 1 of title 2, United States Code (1925)
- 2018年版合衆国法典The Tuesday next after the 1st Monday in November, in every even numbered year, is established as the day for the election, in each of the States and Territories of the United States, of Representatives and Delegates to the Congress commencing on the 3d day of January next thereafter. (R.S. §25; Mar. 3, 1875, ch. 130, §6, 18 Stat. 400; June 5, 1934, ch. 390, §2, 48 Stat. 879.) — Chapter 1 of title 2, United States Code (2018)

この事例では、Ａ法第25条で「1876年11月の第１月曜日の翌火曜日を第45議会の下院議員及び派遣委員（Delegates）の選挙期日とし、その後隔年の11月の第１月曜日の翌火曜日を翌年３月４日に始まる議会の下院議員及び派遣委員の選挙期日とする」ことを定めていたのを、Ｂ法第６条により「Ａ法は、選挙期日をまだ変更していない州で、当該州の州職員の選挙期日を変更するために当該州の憲法の改正を要するものに適用されないように修正する」と増補している。
これを受けて、1925年版合衆国法典第２編第７条では、既に実効性を喪失した第45議会に関する記述を省いた上で、「偶数年の11月の第１月曜日の翌火曜日を翌年３月４日に始まる議会の下院議員及び派遣委員の選挙期日とする。この条は、選挙期日をまだ変更していない州で、当該州の州職員の選挙期日を変更するために当該州の憲法の改正を要するものには、適用しない」との条文に編集されている。
更に、2018年版合衆国法典では、Ｂ法第６条（1925年版合衆国法典第２編第７条後段）の適用対象がなくなったことを受けて、後段部分を削った「偶数年の11月の第１月曜日の翌火曜日を翌年１月３日に始まる議会の下院議員及び派遣委員の選挙期日とする」という条文に編集されている。
このように、増補方式による法典編纂では、実効性を喪失した規定（字句）を削ることも行われる。